# Сангадиева, Ольга Энхеевна
Ольга Энхе́евна Сангади́ева (род. 16 декабря 1941, Баянгол, Баргузинский район, Бурят-Монгольская АССР, РСФСР) — Герой Социалистического Труда, старший чабан колхоза имени Карла Маркса Баргузинского района Бурятской АССР.

## Биография
Родилась 16 декабря 1941 года в улусе Баянгол Баргузинского аймака. В 1959 году по путевке комсомола начала работать чабаном в родном колхозе. Наставником у ней была будущая Герой Социалистического труда Шалсама Цыремпилова.
Через 2 года Сангадиева стала старшим чабаном и возглавила маточную отару в колхозе имени К. Маркса. С 1963 по 1970 годы её отара получала от 100 до 109 ягнят от 100 овцематок. За эти трудовые успехи в 1970 году она была награждена орденом Ленина.
В 1975 году её отара получила приплод уже 116 ягнят от 100 овцематок.
23 декабря 1976 года Указом Президиума Верховного Совета СССР Ольге Сангадиевой было присвоено звание Героя Социалистического Труда.
Была делегатом XVI съезда ВЛКСМ в 1970 году. Избиралась делегатом XVI съезда ВЦСПС (1977 год) и XXVI съезда КПСС в 1986 году.
В настоящее время на пенсии.

## Награды и звания
- Герой Социалистического Труда (1976)
- Орден Ленина (1970 и 1976)
- Орден «Знак Почёта» (1973)
- Заслуженный работник сельского хозяйства Российской Федерации (1994)